# Tonite Let's All Make Love in London
Tonite Let's All Make Love in London. je soundtrack k polodokumentárnímu stejnojmennému filmu Peter Whiteheada z roku 1967 o „swingujícím Londýně“, který byl založen na psychedelických vystoupeních různých hudebních skupin a rozhovorech. Obsahuje živé vystoupení skupiny Pink Floyd a nahrávky dalších umělců, jako jsou John Lennon, Mick Jagger, Vanessa Redgrave, Lee Marvin, Julie Christie, Allen Ginsberg, Yoko Ono, Eric Burdon, Michael Caine a mnoho dalších.
Soundtrackové album k filmu bylo vydáno roce 1968 na LP soundtrack, později vyšlo dvakrát i na CD s rozšířeným seznamem skladeb (ale vzájemně mírně odlišným). Soundtrack je ceněn hlavně pro zaznamenání raných skladeb Pink Floyd: dlouhé verze „Interstellar Overdrive“ a improvizované instrumentálky „Nick's Boogie“. Na původní desce ale nebyla skladba „Nick's Boogie“ obsažena a „Interstellar Overdrive“ se objevila ve zkrácené podobě (3:02; plná verze má délku 16:49). Na původním LP se ale nachází ještě i krátký výňatek „Interstellar Overdrive (Reprise)“.

## Seznam skladeb
| LP verze Instant Records (1968) | LP verze Instant Records (1968)              | LP verze Instant Records (1968)            | LP verze Instant Records (1968) | LP verze Instant Records (1968) |
| Pořadí                          | Název                                        | Autor                                      | Interpret                       | Délka                           |
| ------------------------------- | -------------------------------------------- | ------------------------------------------ | ------------------------------- | ------------------------------- |
| 1.                              | Interstellar Overdrive                       | Barrett, Waters, Wright, Mason             | Pink Floyd                      | 3:02                            |
| 2.                              | Night Time Girl                              | Skinner, Rose                              | Twice as Much                   | 3:00                            |
| 3.                              | Out of Time                                  | Jagger, Richards                           | Chris Farlowe                   | 3:36                            |
| 4.                              | Changing of the Guard                        | Leander, Mills                             | Marquis of Kensington           | 3:06                            |
| 5.                              | Winter is Blue                               | Bunyan, Skinner                            | Vashti                          | 3:21                            |
| 6.                              | Here Comes the Nice                          | Marriott, Lane                             | The Small Faces                 | 3:10                            |
| 7.                              | Paint It, Black                              | Jagger, Richards                           | Chris Farlowe                   | 3:35                            |
| 8.                              | When I Was Young                             | Briggs, Burdon, Jenkins, McCulloch, Weider | Eric Burdon & The Animals       | 3:05                            |
| 9.                              | Interstellar Overdrive (Reprise)             | Barrett                                    | Pink Floyd                      | 1:05                            |
| 10.                             | Tonite Let's All Make Love in London (báseň) | Ginsberg                                   | Allen Ginsberg                  | 1:23                            |
| Celková délka:                  | Celková délka:                               | Celková délka:                             | Celková délka:                  | 28:23                           |

| CD verze See for Miles Records (1990) | CD verze See for Miles Records (1990)        | CD verze See for Miles Records (1990) | CD verze See for Miles Records (1990) | CD verze See for Miles Records (1990) |
| Pořadí                                | Název                                        | Autor                                 | Interpret                             | Délka                                 |
| ------------------------------------- | -------------------------------------------- | ------------------------------------- | ------------------------------------- | ------------------------------------- |
| 1.                                    | Interstellar Overdrive                       | Barrett, Waters, Wright, Mason        | Pink Floyd                            | 16:49                                 |
| 2.                                    | Michael Caine (interview)                    |                                       |                                       | 0:09                                  |
| 3.                                    | Changing of the Guard                        | Leander, Mills                        | Marquis of Kensington                 | 2:52                                  |
| 4.                                    | Night Time Girl                              | Skinner, Rose                         | Twice as Much                         | 2:41                                  |
| 5.                                    | Dolly Bird (interview)                       |                                       |                                       | 0:52                                  |
| 6.                                    | Out of Time                                  | Jagger, Richards                      | Chris Farlowe                         | 3:04                                  |
| 7.                                    | Edna O'Brien (interview)                     |                                       |                                       | 2:23                                  |
| 8.                                    | Interstellar Overdrive (Reprise)             | Barrett                               | Pink Floyd                            | 0:33                                  |
| 9.                                    | Andrew Loog Oldham (interview)               |                                       |                                       | 0:22                                  |
| 10.                                   | Winter is Blue                               | Bunyan, Skinner                       | Vashti                                | 1:27                                  |
| 11.                                   | Andrew Loog Oldham (interview)               |                                       |                                       | 1:22                                  |
| 12.                                   | Winter is Blue (Reprise)                     | Bunyan, Skinner                       | Vashti                                | 1:23                                  |
| 13.                                   | Mick Jagger (interview)                      |                                       |                                       | 3:15                                  |
| 14.                                   | Julie Christie (interview)                   |                                       |                                       | 0:46                                  |
| 15.                                   | Michael Caine (interview)                    |                                       |                                       | 1:29                                  |
| 16.                                   | Paint It, Black                              | Jagger, Richards                      | Chris Farlowe                         | 3:28                                  |
| 17.                                   | Alan Aldridge (interview)                    |                                       |                                       | 0:46                                  |
| 18.                                   | Paint It, Black (Instrumental Reprise)       | Jagger, Richards                      | Chris Farlowe                         | 0:13                                  |
| 19.                                   | David Hockney (interview)                    |                                       |                                       | 0:09                                  |
| 20.                                   | Here Comes the Nice                          | Marriott, Lane                        | The Small Faces                       | 3:00                                  |
| 21.                                   | Lee Marvin (interview)                       |                                       |                                       | 0:46                                  |
| 22.                                   | Interstellar Overdrive (Reprise 2)           | Barrett                               | Pink Floyd                            | 0:54                                  |
| 23.                                   | Tonite Let's All Make Love in London (báseň) | Ginsberg                              | Allen Ginsberg                        | 1:23                                  |
| 24.                                   | Nick's Boogie                                | Barrett, Waters, Wright, Mason        | Pink Floyd                            | 11:50                                 |
| Celková délka:                        | Celková délka:                               | Celková délka:                        | Celková délka:                        | 61:29                                 |

| CD verze Immediate Sound (1991) | CD verze Immediate Sound (1991)              | CD verze Immediate Sound (1991)            | CD verze Immediate Sound (1991) | CD verze Immediate Sound (1991) |
| Pořadí                          | Název                                        | Autor                                      | Interpret                       | Délka                           |
| ------------------------------- | -------------------------------------------- | ------------------------------------------ | ------------------------------- | ------------------------------- |
| 1.                              | Interstellar Overdrive                       | Barrett, Waters, Wright, Mason             | Pink Floyd                      | 3:09                            |
| 2.                              | Michael Caine] (interview)                   |                                            |                                 | 0:09                            |
| 3.                              | Changing of the Guard                        | Leander, Mills                             | Marquis of Kensington           | 2:53                            |
| 4.                              | Night Time Girl                              | Skinner, Rose                              | Twice as Much                   | 2:41                            |
| 5.                              | Dolly Bird (interview)                       |                                            |                                 | 0:52                            |
| 6.                              | Out of Time                                  | Jagger, Richards                           | Chris Farlowe                   | 3:05                            |
| 7.                              | Edna O'Brien (interview)                     |                                            |                                 | 2:23                            |
| 8.                              | Interstellar Overdrive (Reprise)             | Barrett                                    | Pink Floyd                      | 0:34                            |
| 9.                              | Andrew Loog Oldham (interview)               |                                            |                                 | 0:22                            |
| 10.                             | Winter is Blue                               | Bunyan, Skinner                            | Vashti                          | 1:28                            |
| 11.                             | Andrew Loog Oldham (interview)               |                                            |                                 | 1:22                            |
| 12.                             | Winter is Blue                               | Bunyan, Skinner                            | Vashti                          | 1:24                            |
| 13.                             | When I Was Young                             | Briggs, Burdon, Jenkins, McCulloch, Weider | Eric Burdon & The Animals       | 2:58                            |
| 14.                             | Mick Jagger (interview)                      |                                            |                                 | 3:15                            |
| 15.                             | Julie Christie (interview)                   |                                            |                                 | 0:46                            |
| 16.                             | Michael Caine (interview)                    |                                            |                                 | 1:30                            |
| 17.                             | Paint It, Black                              | Jagger, Richards                           | Chris Farlowe                   | 3:29                            |
| 18.                             | Alan Aldridge (interview)                    |                                            |                                 | 0:46                            |
| 19.                             | Paint It, Black (Instrumental Reprise)       | Jagger, Richards                           | Chris Farlowe                   | 0:13                            |
| 20.                             | David Hockney (interview)                    |                                            |                                 | 0:09                            |
| 21.                             | Here Comes the Nice                          | Marriott, Lane                             | The Small Faces                 | 3:01                            |
| 22.                             | Lee Marvin (interview)                       |                                            |                                 | 0:45                            |
| 23.                             | Interstellar Overdrive (Reprise)             | Barrett                                    | Pink Floyd                      | 0:55                            |
| 24.                             | Tonite Let's All Make Love in London (báseň) | Ginsberg                                   | Allen Ginsberg                  | 1:08                            |
| Celková délka:                  | Celková délka:                               | Celková délka:                             | Celková délka:                  | 43:32                           |